# Jumong
Jumong (en hangul, 주몽; en hanja, 朱蒙) también conocida como Prince of Legend, es una serie de televisión histórica surcoreana de acción emitida originalmente entre 2006 y 2007 que examina desde diferentes leyendas y relatos de la época, ante la falta de registros históricos, la vida del príncipe Jumong, fundador y monarca del reino de Goguryeo, uno de los tres reinos de Corea. Es protagonizada por Song Il Gook recordado anteriormente por su papel en Emperor of the Sea (2004) y Han Hye Jin en The Age of Heroes (2004). Fue transmitida en su país de origen por MBC desde el 15 de mayo de 2006 hasta el 6 de marzo de 2007, finalizando con una extensión de 81 episodios, emitidos cada lunes y martes a las 21:55 (KST). 
Inicialmente planificada para celebrar el 45° aniversario de Munhwa Broadcasting Corporation con una duración de 60 episodios, debido al éxito fue extendida en 81, finalizando con un cuota de audiencia de 51.9%, una de las audiencias más altas en la historia de la televisión coreana y la más exitosa del año 2006, además de liderar en su horario por 35 semanas consecutivas.  Con un presupuesto de ₩3 mil millones, fue la primera vez que se representa la era Goguryeo en televisión, obteniendo ganancias de ₩45 mil millones por anuncios comerciales durante los nueve meses de emisión, adicionalmente los derechos internacionales fueron comercializados por $8 millones. Fue un gran éxito en gran parte del mundo, especialmente en Irán donde alcanzó cifras entre 80% ~ 90% de espectadores.

## Argumento
En el año 108 a. C., Gojoseon cae a causa de la dinastía Han. Hae Mosu, un miembro de la familia imperial de Jin Jo Seon, se une a Geumwa de Dongbuyeo, príncipe de la corona de Buyeo, para contrarrestar el salvajismo de Han. Se crea el Ejército de Tamul, con un grupo de soldados que defienden a los refugiados de Gojoseon. Hae Mosu es herido por los soldados de Han y cae a un río. La princesa Yuhwa de la tribu Haebaek lo encuentra, y junto a enfermeras lo salvan. Han de pronto pone en marcha un plan para encontrar a Hae Mosu y descubren que la princesa le está protegiendo, como consecuencia ejecutan a toda la tribu. 
Hae Mosu escapa, y se encuentra con una caravana de la tribu de Keru y un comerciante a cargo y —líder de la tribu— Yuntabal ofrece trabajo a Hae Mosu con la caravana, sin saber quién es. Sin embargo, la noticia de la aniquilación de la tribu Haebaek los interrumpe. Al darse cuenta de la mirada de asombro en la cara de su huésped, Yuntabal sospecha de la identidad de Hae Mosu. Al día siguiente, la caravana se detiene cuando la esposa de Yuntabal va a dar a luz. So Seo Noh nace como Hae Mosu defendiendo la caravana contra una banda de ladrones. La caravana de Yuntabal posee derechos comerciales con la dinastía Han, y saben sobre la fuga de Hae Mosu incluida la recompensa que ofrecen por él, sin embargo, Yuntabal no traiciona a Hae Mosu, desde que salvó la caravana y a su hija de cualquier daño.
Hae Mosu vuelve a Geumwa y reanuda las escaramuzas. Yuhwa se enamora profundamente de Hae Mosu y deciden vivir juntos. A medida que el Ejército de Tamul rescatar a los refugiados, Han disfraza a sus soldados como refugiados. Emboscado por los falsos refugiados y su caballería de hierro, el ejército de Tamul luchando junto a Hae Mosu caen. Hae Mosu es capturado, torturado y cegado por los Han.
Geumwa libera a Hae Mosu, aunque ciego todavía puede montar, sin embargo, ellos se separan durante su escape de las fuerzas Han. Geumwa observa a Mosu, atravesado con flechas, caer en un río, mientras presencia cuando Yuhwa da a luz al hijo de Hae Mosu, Jumong. La esposa de Geumwa se pone celosa porque él estuvo ausente de los nacimientos de sus dos hijos. Yuhwa va al príncipe de la corona de Buyeo, Jumong se convierte en un príncipe y ella se convierte en una concubina real.
Veinte años más tarde, eclipsado por los hijos de Geumwa, Daeso y Youngpo, Jumong es un débil, cobarde, promiscuo príncipe. Exasperado, Yuhwa se encarga de su formación en esgrima y artes marciales. Jumong comienza su formación en una prisión, donde su instructor es el jefe carcelero. Él es atrapado con una sacerdotisa aprendiz, faltando a sus deberes reales y es expulsado del palacio. Jumong establece fuego accidentalmente al taller del herrero Buyeo, traicionando su existencia a la dinastía Han. Él es despojado de su título, y sus dos hermanos adoptivos envían asesinos tras él.

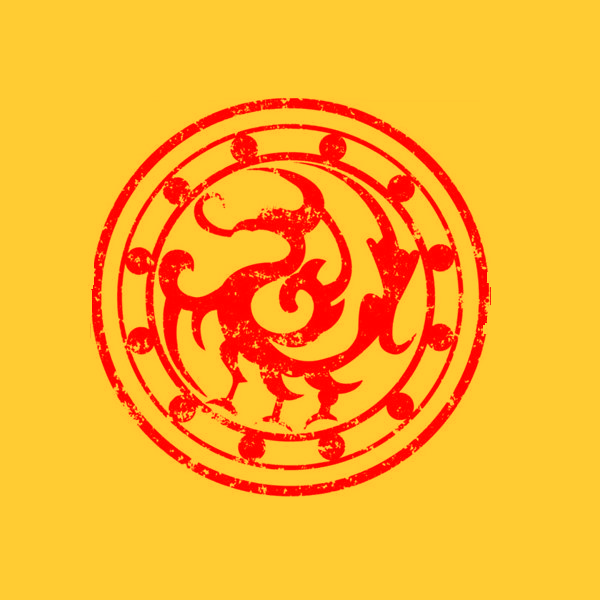
Bandera utilizada por Jumong.

Jumong se encuentra con tres ladrones, Oi, Mari y Hyeoppo, que lo toman en cuando se enteran de su identidad. También conoce a una chica de 21 años, So Seo Noh, la hija de Yuntabal, y establece una relación con el clan Keru. Se encuentra con un anciano ciego, que le dice que solía pertenecer al ejército de Tamul, sin él saberlo que es su padre, Hae Mosu. Después de escapar de la prisión juntos, cuando Daeso y Youngpo tratan de matarlo, Hae Mosu entrena a Jumong en lucha y tiro con arco.
Hae Mosu es asesinado por Daeso y Youngpo, y Jumong jura vengar a su padre. Al darse cuenta de que Jumong es el sucesor de Hae Mosu, Geumwa le permite volver al palacio. Durante una batalla entre Chinbun y Lintun, Jumong ha desaparecido y dado por muerto. Él se encuentra por el jefe Hanbaek, cuya hija de Ye So Ya ayuda a Jumong, recuperarse antes de que el jefe muere. Jumong es enviado a Xuantu para ganarse el favor de los Han. En su camino, es rescatado por Oi, Mari y Hyeoppo, Musong y Mo Palmo. En Buyeo, Daeso toma el poder, se casa con la hija del gobernador Xuantu y se convierte en un tirano. Forza a So Seo Noh para convertirse en su concubina, pero ella se casa con Wootae —sin saber Jumong está vivo— mientras Jumong vuelve a Buyeo y se casa con Ye So Ya.
Daeso y Youngpo están compitiendo para ser nombrados príncipe heredero. Youngoi trata de asesinar a su hermano; Jumong salva a Dae So, ganando su confianza. Con la ayuda de sus tres terratenientes (Oi, Mari y Hyeoppo) establece un establecimiento de la montaña. El nuevo ejército de Tamul (dirigido por Jumong) y Keru (dirigida por So Seo Noh) se unen en los asentamientos cercanos en el reino de Goguryeo. Jumong gobierna Goguryeo durante 15 años; Yuri (hijo de Jumong) y Ye So Ya vuelven a Goguryeo, finalmente Yuri se convierte en príncipe de la corona.

## Reparto

### Personajes principales
- Song Il Gook como Príncipe Jumong.
- Ahn Yong Joon como Yuri.
  - Jung Yun Suk como Yuri (joven).
- Lee Jae Suk como Biryu.
- Kim Suk como Onjo.
- Han Hye Jin como Dama So Seo Noh.
- Park Geun Hyung como Hae Buru.
- Jun Kwang Ryul como Rey Geumwa.
- Kim Seung Soo como Rey Daeso.

### Personajes secundarios
- Oh Yeon Soo como Dama Yuhwa.
- Kyeon Mi Ri como Reina Wonhu.
- Song Ji Hyo como Dama Ye So Ya.
- Park Tam Hee como Dama Yang Seoran.
- Kim Byung Ki como Yuntabal.
- Jin Hee Kyung como Sacerdotisa Yeo Mieul.
- Lee Jae Yong como Primer ministro Bu Deuk Bul.
- Heo Joon-ho como General Hae Mo-su.
- Won Ki Joon como Príncipe Youngpo.
- Bae Soo-bin como Sa-yong.
- Im So Yeong como Buyeong.
- Yoon Dong Hwan como Yangjung.
- Oh Uk Chul como Señor Hwang.
- Yeo Ho Min como General Oi.
- Ahn Jeong Hoon como Mari.
- Im Dae Ho como Hyeoppo.
- Park Kyeong Hwan como Bu Beonno.
- Jeong Ho Bin como Wootae.
- Oh Seung-yoon como Chun-Doong.

## Premios y nominaciones
| Año  | Categoría                                  | Premio          | Trabajo     | Resultado |
| ---- | ------------------------------------------ | --------------- | ----------- | --------- |
| 2006 | Special Award, Actor in a Historical Drama | MBC Drama Award | Heo Joon-ho | Ganó      |

## Emisión internacional
- Camboya: CTN.
- China: CETV.
- Estados Unidos: AZN Television.
- Fiyi: Fiji One.
- Filipinas: GMA Network.[10]
- Hong Kong: ATV, ATV9 y ATV4.
- Irán: TV3.
- Japón: KNTV, BS Fuji y Fuji TV.[11]
- Rumanía: TVR1.
- Singapur: Channel U.
- Tailandia: Channel 3.
- Taiwán: GTV.
- Vietnam: VTV1 y SCTV.